# Japhet N'Doram
Japhet N'Doram (Jamena , 27 de fevereiro de 1966) é um ex-futebolista chadiano que atuava como atacante. Ficou em segundo lugar no ano de 1997 no prémio dado pela Confederação Africana de Futebol.
N'Doram é o melhor e mais conhecido jogador chadiano de todos os tempos. Destacou-se na década de 1990, atuando pelo futebol francês. Pelo Nantes, marcou 76 gols em 173 jogos.

## Carreira
Começou sua carreira ainda jovem no Chade mas, logo se transferiu para Camarões, onde profissionalizou-se. No ano de 1990, foi jogar no futebol francês, para atuar no Nantes. Pelo clube, marcou época, se tornando um dos maiores ídolos da torcida. Permaneceu no Nantes até 1997. Já em fim de carreira, transferiu-se para o Monaco, onde se aposentou no ano seguinte.

### Seleção Chadiana
Pela Seleção Chadiana, detém dois recordes: o maior artilheiro, com 13 gols, e o maior número de partidas, com um total de 36.